# Аква-Альсиетина
Аква-Альсиетина (лат. Aqua Alsietina) иногда упоминается как Аква-Августа — первый из двух западных акведуков древнего Рима. Он был возведён примерно во 2 году до н. э., во время правления императора Августа. Изначально это был единственный источник воды на правом берегу Тибра.
Этот акведук собирал воду из озёр Alsietinus к северу от Рима, сейчас это озёра Мартиняьно и Браччано (лат. Sabatinus). Длина этого акведука составляла 22,172 paces (двойных шагов) — 32,8 километра, он имел 358 арки поддерживающие около 1,89 км.
Водопровод проходил по сегодняшний части Рима — Трастевере через Яникулаи в основном под землёй и имел производительность 16000 м³ воды в день. Его водопровод имел диаметр 392 кинарии (около 9 м).
Вода не была пригодна для питья, но император Август использовал её для проведения навмахий. Этот акведук позволял публике наслаждаться морскими сражениями прямо в Риме. Также эта вода использовалась в horti (садах) Цезаря и для орошения полей. Такой обильный расход воды даёт нам представление о том, сколько воды использовалось Римом.
Если нормальная подача воды из других акведуков через мосты Тибра была невозможна во время срочных ремонтных работ в чрезвычайных ситуациях, Аква-Альсиетина также использовалась для снабжения общественных колодцев. Ситуация только улучшилась с созданием акведука Траяна, трубы для питьевой воды, построенной при Императоре Траяне в 109 году нашей эры, которая открыла Транстиберим, район Рима на правом берегу Тибра.
В своей работе (опубликованной в 97 н. э.) «О водопроводах» («De aquis urbis Romae»), написанной в двух томах и содержащей историю и описание системы водоснабжения Рима, Секст Юлий Фронтин скудно описывает Аква-Альсиетина. Это объясняют тем, что во второй половине первого столетия нашей эры прекратились навмахии.
Следы акведука были обнаружены в 1720 году. Каменная плита с упоминанием Аква-Альсиетина была найдена в 1887 году около дороги Клавдия Августа (Via Claudia Augusta). Это единственное письменное упоминание акведука.
Фонтан Аква-Паола в Риме, построенный папой Павлом V, содержит неправильную надпись «Павел V восстановил древний акведук Аква-Альсиетина». На самом деле был восстановлен акведук Аква-Траяна, который проходил недалеко от Аква-Альсиетина.